# Тайші (Хьоґо)

34°50′1″ пн. ш. 134°34′41″ сх. д. / 34.83361° пн. ш. 134.57806° сх. д.
Тайші (яп. 太子町) — містечко в Японії, в повіті Ібо префектури Хьоґо.